# Białohruda (gmina)
Białohruda (do 1931 Tarnowo) – dawna gmina wiejska istniejąca w latach 1931–1939 w województwie nowogródzkim w Polsce (obecnie na Białorusi). Siedzibą gminy była Białohruda.
Gmina Białohruda powstała 11 grudnia 1931 roku w powiecie lidzkim w woj. nowogródzkim, w związku z przemianowaniem gminy Tarnowo na Białohruda. 
Po wojnie obszar gminy Białohruda został odłączony od Polski i włączony do Białoruskiej SRR.